# Adolf Nahrstedt
Adolf Nahrstedt (* 9. August 1940 in Northeim; † 7. Januar 2016 in Münster) war ein deutscher Pharmazeut (Pharmazeutische Biologie) und Hochschullehrer.

## Leben
Adolf Nahrstedt legte seine Abiturprüfung 1960 ab und studierte an der Universität Freiburg im Breisgau Pharmazie bis 1965 und anschließend bis 1967 Lebensmittelchemie. Er wurde im November 1966 als Apotheker approbiert. Eine Dissertation über Die cyanogenen Glycoside von Prunus avium L. und ihre Verteilung während einer Vegetationsperiode in Pharmakognosie unter Anleitung von Richard Pohl in Freiburg schloss er 1971 ab. Dort habilitierte er sich 1976 für Pharmazeutische Biologie (Beiträge zur Chemie und Physiologie cyanogener Glykoside).
Im selben Jahr folgte er einem Ruf an die Universität Braunschweig auf eine Professur für Pharmazeutische Biologie. Von 1986 bis 2004 leitete er schließlich als Institutsdirektor das Institut für Pharmazeutische Biologie (später: Pharmazeutische Biologie und Phytochemie) an der Universität Münster. Von 1988 bis 1990 amtierte er als Dekan des Fachbereichs, der nunmehr die Bezeichnung „Fachbereich Chemie und Pharmazie“ erhielt. Von 1993 bis 2004 war er Editor in Chief der Zeitschrift „Planta Medica“.
Sein Arbeitsgebiet waren insbesondere die Isolierung, Biochemie und Physiologie von Sekundärmetaboliten in Pflanzen, insbesondere von Cyanglykosiden. Weiterhin standen Johanniskrautextrakte, Procyanidine und Flavonoide im Mittelpunkt seiner Untersuchungen.

## Ehrungen
- Dr. h. c., Ovidius Universität Constanza, Rumänien
- Dr. h. c., University of Mahasarakham, Thailand
- Ehrenmitglied der Gesellschaft für Arzneipflanzen- und Naturstoff-Forschung
- Varro E. Tyler Award der American Society of Pharmacognosy

## Publikationen (Beispiele)
- mit V. Butterweck, G. Jürgenliemk, H. Winterhoff: Flavonoids from Hypericum perforatum Show Antidepressant Activity in the Forced Swimming Test. Planta Medica 66 (2000), S. 3–6
- mit V. Butterweck: What Is the Best Strategy for Preclinical Testing of Botanicals? A Critical Perspective. Planta Medica 78 (2012), S. 747–754
- mit F. Petereit, H. Kolodziej: Flavan-3-ols and proanthocyanidins from Cistus incanus. Phytochemistry 30 (1991) Nr. 3, S. 981–985